# مدينة العمار

العمار مدينة سعودية تقع إلى الشمال الشرقي من السعودية.

## الموقع
يحد مركز العمار من الشمال قرية المربع، ومن الجنوب قرية عشيران التابعة لمنطقة الرياض، ومن الغرب وادي الرشا، ومن الشرق المستوي ومركز أم حزم. ويقع على مساحة تقدر بحوالي 740 كيلو متر مربع.

## التضاريس لمدينة العمار
مركز العمار في الجزء الأوسط تقريباً من هضبة نجد وتتمثل فيها ظاهرات السطح الرئيسية التي تشكل هضبة نجد، وهي ذات تضـاريس هادئـة متوسط ارتفاعه 685مترا فوق سطح البحر ذات سطح مستوي إلى متموج معدل انحداره نحو الشرق ضعيف يبلغ 1000:1.